# Peter Kerr, 12th Marquess of Lothian
Peter Kerr, 12th Marquess of Lothian (n. 8 septembrie 1922 – d. 11 octombrie 2004) a fost un om politic britanic, membru al Parlamentului European în perioada 1973-1979 din partea Regatului Unit. 
1. 1 2  Peter Francis Walter Kerr, 12th Marquess of Lothian, The Peerage, accesat în 9 octombrie 2017
2. ↑   http://www.independent.co.uk/news/obituaries/the-marquess-of-lothian-544148.html Lipsește sau este vid: |title= (ajutor)
3. 1 2 3 4 5 6 7 8  The Peerage
4. ↑   https://www.telegraph.co.uk/news/obituaries/1473979/The-Marquis-of-Lothian.html Lipsește sau este vid: |title= (ajutor)
5. 1 2   http://www.assembly.coe.int/nw/xml/AssemblyList/MP-Details-EN.asp?MemberID=693 Lipsește sau este vid: |title= (ajutor)